# Wendy Raquel Robinson
Wendy Raquel Robinson (ur. 25 lipca 1967 w Los Angeles) – afroamerykańska aktorka teatralna, aktorka telewizyjna i aktorka filmowa. 
Najbardziej znana z roli dyrektorki liceum Reginy „Piggy” Grier w serialu komediowym The Steve Harvey Show (1996–2002) oraz agentki Tashy Mack w komediodramacie The Game (od 2006).

## Życiorys
Urodziła się 25 lipca 1967 w Los Angeles w stanie Kalifornia jako córka Leona i Catherine Robinsonów. 

## Edukacja
Uczęszczała na Uniwersytet Howarda, którego ukończyła z wyróżnieniem, uzyskując tytuł Bachelor of Fine Arts w dziedzinie dramatu.

## Kariera
Zadebiutowała jako aktorka w 1993 roku w jednym z odcinków serialu telewizyjnego Martin. W tym samym roku wystąpiła gościnnie w odcinkach takich seriali jak: Thea i The Sinbad Show. W latach 1995–1996 zagrała jedną z głównych ról w krótkotrwałym serialu telewizyjnym Minor Adjustments z Rondellem Sheridanem w roli głównej. W następnym roku zdobyła rolę Reginy „Piggy” Grier w serialu The Steve Harvey Show (1996-2002), który był emitowany przez sześć sezonów. W 2002 roku po zakończeniu serialu pojawiła się w krótkotrwałym serialu komediowym Cedric the Entertainer Presents ze swoim byłym współpracownikiem Steve'em Harveyem. Występowała także gościnnie w takich serialach jak: The Parkers (2003), All of Us (2004-2005) i The New Adventures of Old Christine (2006). Pojawiła się także w kilku filmach, w tym: The Walking Dead (1995), A Thin Line Between Love and Hate (1996), Ringmaster (1998), Two Can Play That Game (2001), With or Without You (2003) i Rebound (2005). W 2000 roku zagrała Leslie Davis, Miss Kalifornii w filmie Miss Agent (2000). 
W 2006 roku zaczęła wcielać się w rolę Tashy Mack w komedii The Game (2006-2015). 21 maja 2009 roku po trzech sezonach serial został odwołany przez The CW. BET zawarła umowę ze spółką macierzystą The Game, CBS, w celu opracowania nowych odcinków serialu, przenosząc nagrywanie programu z Los Angeles do Atlanty i ogłaszając jego odnowienie w kwietniu 2010 roku. 11 stycznia 2011 roku The Game powrócił na antenę na czwarty sezon, po czterech latach serial został zakończony. Wystąpiła także w dramacie medycznym Chirurdzy (2010). W 2014 roku została obsadzona jako Cruella de Vil w disneyowej muzyczno-przygodowej komedii telewizyjnej Następcy. W 2017 roku pojawiła się w filmie Flatliners, następnie otrzymała stałą rolę w krótkotrwałym serialu komediowym The Mayor (2017).
W 2018 roku została obsadzona w serialu komedio-dramatycznym Grand Hotel u boku Demiána Bichira i Roselyn Sánchez. W 2022 roku wystąpiła w serialu Family Reunion na Netflixie. 

## Filantropia
W 1996 roku była współzałożycielem Amazing Grace Conservatory, szkoły zajmującej się sztuką i produkcją medialną, która służy głównie dzieciom w wieku od 5 do 18 lat ze środowisk znajdujących się w niekorzystnej sytuacji społeczno-ekonomicznej. Obecnie obejmuje stanowisko dyrektora placówki. Szkoła zapewniła szkolenie tysiącom młodych ludzi. Niektórzy znani członkowie to Issa Rae, Rhyon Nicole Brown i Elle Varner.
Podczas organizacji Centennial Boulé w lipcu 2022 roku została honorowym członkiem Sigma Gamma Rho Sorority, Incorporated.

## Filmografia

### Filmy
- 2006: Coś nowego (Something New)
- 2005: Kontrola gniewu (Rebound)
- 2001: Gra dla dwojga (Two Can Play That Game)
- 2000: Miss Agent (Miss Congeniality)
- 1996: Nigdy nie mów kocham (A Thin Line Between Love and Hate)

### Seriale
- 2006: Zasady gry – Tasha Mack
- 2005: All of Us – Sarah Willis
- 2003: Egzamin z życia – Dr. Shepherd
- 2002: Tak, kochanie – Andrea
- 1996: Nowojorscy gliniarze – Lucy
- 1996: The Steve Harvey Show – Regina Grier
- 1994: M.A.N.T.I.S. – Hawkins' Assistant
- 1993: Thea – Patrice Washington
- 1993: The Sinbad Show – Yvette
- 1993: Martin – Vanessa Tucker